# Астролябія (затока)
Зато́ка Астроля́бія (англ. Astrolabe Bay) — великий водний масив біля північно-східного узбережжя провінції Маданг, Папуа Нова Гвінея; частина моря Бісмарка в межах від мису Айріс на півдні до мису Круазіль на півночі. На узбережжі Астролябії розташоване місто Маданг — адміністративний центр провінції Маданг.

## Історія
Затока відкрита 1827 року Жюлем Дюмон-Дюрвілем і названа ним на честь свого корабля.

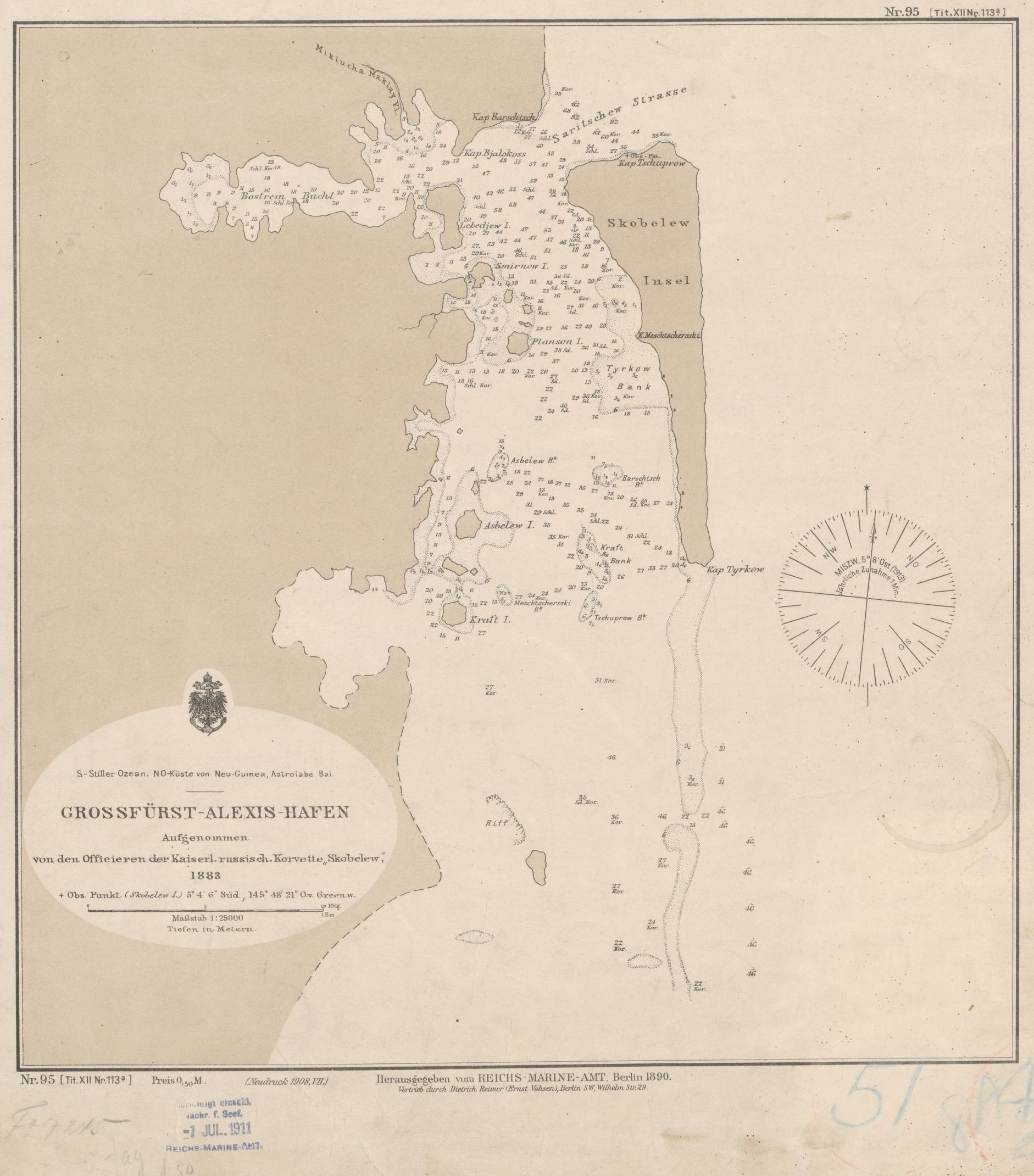
Мапа північної частини затоки Астролябія біля (Alexishafen), складена під час перебування російського корвета «Скобелев», 1883 рік

Вперше узбережжя було детально досліджено відомим російським етнографом і мандрівником, вихідцем із українського козацького роду, Миколою Миколайовичем Миклухою-Маклаєм, який з 20 вересня 1871 до 24 грудня 1872 років перебував на Новій Гвінеї.
Під час Першої та Другої світових воєн затока та узбережжя були місцями бойових дій.
16 грудня 1970 року до затоки Астролябія прибуло радянське науково-дослідне судно «Витязь», яке перебувало в круїзі під егідою Академії наук СРСР. Моряки встановили пам'ятну дошку на місці, де висадився Миклуха-Маклай.